# حسن قوجا
حسن قوجا (به لاتین: Həsənqoca) یک منطقه مسکونی در جمهوری آذربایجان است که در شهرستان خاچماز واقع شده‌است.